# 진성중학교 축구부
진성중학교 축구부는 전라북도 진성군에 위치한 진성중학교의 축구부이다. 진성중학교가 운영하는 축구부로 2013년에 창단  하였다.

## 같이 보기
- 진성중학교